# François-Alphonse Forel
François-Alphonse Forel, född 2 februari 1841 i Morges, kantonen Vaud, död 8 augusti 1912 i Morges, var en schweizisk zoolog och hydrograf; kusin till Auguste Forel.
Forel var extra ordinarie professor i anatomi vid universitetet i Lausanne. Han studerade de schweiziska sjöarnas, särskilt Genèvesjöns, fysiska och faunistiska förhållanden, varigenom han blev grundläggare av limnologin.